# Адиль-Янгиюртовский сельсовет
Адиль-Янгиюртовский сельсовет  — административно-территориальная единица и муниципальное образование со статусом сельского поселения в Бабаюртовском районе Дагестана Российской Федерации.
Административный центр — село Адиль-Янгиюрт.
Расположен на юго-западе района, вблизи Аксайского водохранилища.

## Населённые пункты
На территории сельсовета находятся населённые пункты:
| № | Населённый пункт | Тип населённого пункта       | Население |
| - | ---------------- | ---------------------------- | --------- |
| 1 | Адиль-Янгиюрт    | село, административный центр | ↗4630     |
| 2 | Чанкаюрт         | село                         | ↗438      |

## Население
| 2002  | 2010  | 2012  | 2013  | 2014  | 2015  | 2016  |
| ----- | ----- | ----- | ----- | ----- | ----- | ----- |
| 4115  | ↗4251 | ↗4303 | ↘4267 | ↘4256 | ↗4270 | ↗4278 |
| 2017  | 2018  | 2019  | 2020  | 2021  | 2023  | 2024  |
| ↘4261 | ↗4278 | ↘4214 | ↘4191 | ↗5068 | ↗5096 | ↗5098 |
| 2025  |       |       |       |       |       |       |
| ↘5070 |       |       |       |       |       |       |

Национальный состав смешанный: кумыки, чеченцы.